# Villa Cariño está que arde
Villa Cariño está que arde es una película de Argentina en blanco y negro dirigida por Emilio Vieyra sobre su propio guion que se estrenó el 26 de septiembre de 1968 y que tuvo como protagonistas a Juan Carlos Altavista, Ricardo Bauleo, Nelly Beltrán y Beba Bidart.

## Síntesis
Varias parejas tratando de demostrar su amor en sus autos en un lugar apartado cuando aparece un incendio.

## Reparto
- Doris del Valle
- Juan Carlos Altavista
- Ricardo Bauleo.............fanático de Boca
- Nelly Beltrán
- Beba Bidart...................esposa del bombero
- Dorita Burgos.................Bonnie
- Juan Carlos Calabró
- Don Pelele.....................Clyde
- Guido Gorgatti................jubilado, Jose Tapia
- Alberto Irízar
- Maurice Jouvet................Fred
- Ambar La Fox
- Nelly Láinez
- Silvia Merlino
- Carmen Morales
- Eduardo Muñoz...............jubilado
- Alberto Olmedo...............bombero
- Fidel Pintos.....................policía
- Jorge Porcel
- Rolo Puente
- Darío Víttori.....................jubilado voyeurista
- Marcela López Rey
- Gino Renni......................cafetero
- Vicente Quintana.............Raul, jubilado
- Tita Gutiérrez
- Silvia del Río
- Raúl Ricutti......................boxeador
- Susana Latou
- Emilio De Grey..................taxista
- Luis A. Figueroa
- Guerino Marchesi
- Elbia Evans
- Mario Savino
- Bernardino Ropero
- Juan Quetglas
- Hugo Asencio
- Angela Vinci
- José María Muñoz..relator en off partido de fútbol

## Comentarios
La Nación dijo:

”Del numeroso reparto se destacan, por su gracia y su eficacia, Altavista, Don Pelele y Jorge Porcel…unos y otros, sin embargo, se ven trabados por la insalvable chatura del libro .”

Clarín opinó:

”Respecto de los chistes, puede encontrarse en este film la revisión histórica de difundidas chanzas, muchas de ellas tan afianzadas en la memoria que alcanzan a los recuerdos de época escolar para los espectadores de cualquier edad.”

Por su parte, Manrupe y Portela escriben:

”Prolija secuela de Villa Cariño, con más presupuesto pero menos originalidad y éxito que aquella.”